# Передериевка

Передериевка (укр. Передеріївка) — село,
Черкащанский сельский совет,
Миргородский район,
Полтавская область,
Украина.
Код КОАТУУ — 5323288906. Население по данным 1982 года составляло 70 человек.
Село ликвидировано в 2007 году.

## Географическое положение
Село Передериевка находится в 0,5 км от села Запорожцы, в 1-м км от сёл Фугли и Мокриевка.
По селу протекает пересыхающий ручей с запрудой.

## История
- 2007 — село ликвидировано[1].